# Orquestra Metropolitana de Lisboa

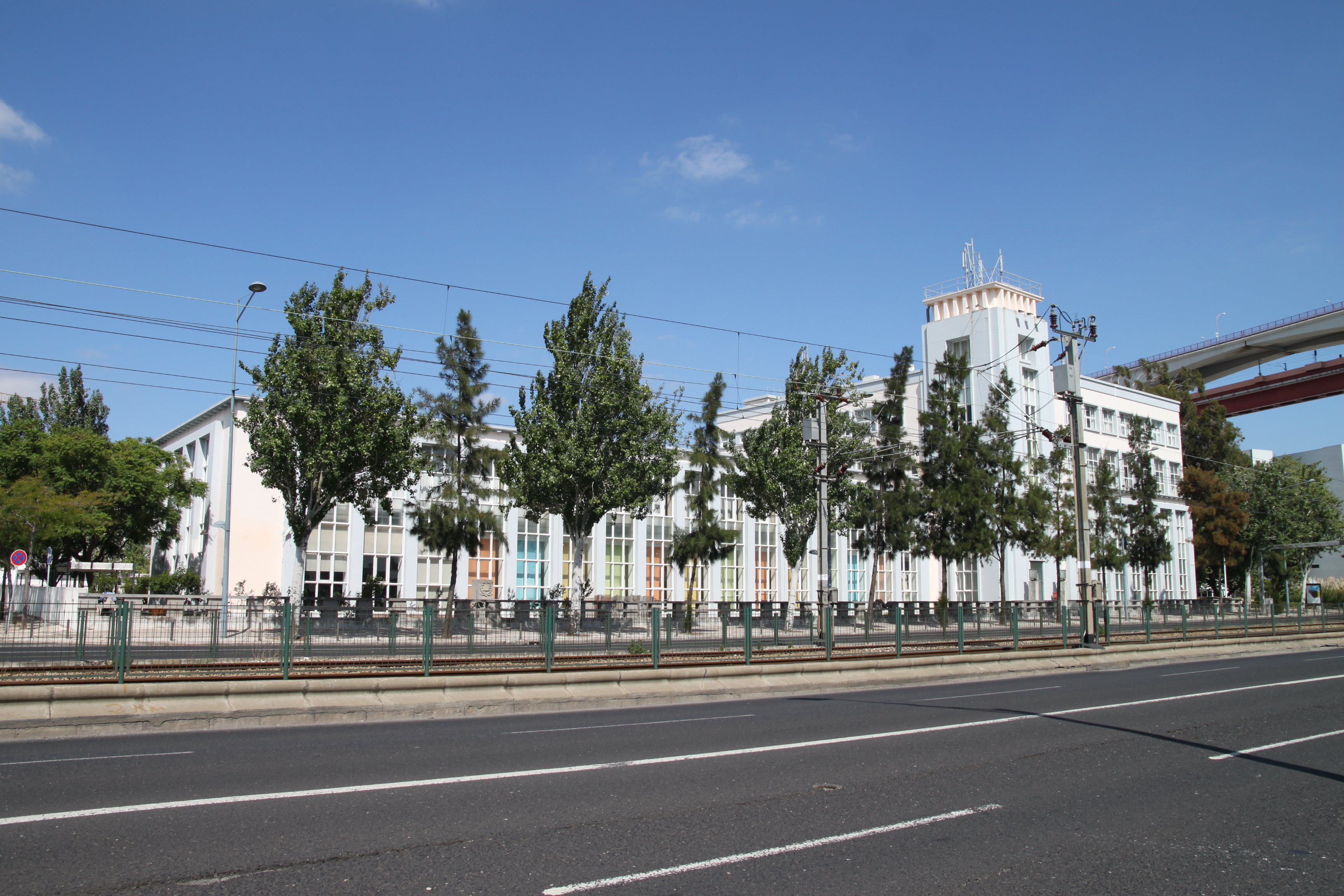
Edifício da antiga Standard Eléctrica, actual seda da Orquestra Metropolitana de Lisboa

A AMEC | Metropolitana (Associação Música Educação e Cultura - O Sentido dos Sons) é uma instituição cultural sem fins lucrativos constituída em Março de 1992 com o objetivo de divulgar e ensinar a música clássica. É a entidade gestora de duas orquestras – a Orquestra Metropolitana de Lisboa e a Orquestra Académica Metropolitana – e de três estabelecimentos de ensino – a Academia Nacional Superior de Orquestra (ensino superior), o Conservatório de Música da Metropolitana (nível básico e secundário) e a Escola Profissional Metropolitana (ensino integrado).
Teve como fundadores a Câmara Municipal de Lisboa, Secretário de Estado da Cultura, Ministério da Educação e Ciência, Ministério da Solidariedade e Segurança Social, Secretaria de Estado do Turismo e Secretaria de Estado do Desporto e Juventude, a AMEC | Metropolitana é constituída também por um conjunto alargado de Mecenas, Patrocinadores, Promotores Regionais e Parceiros, que se unem neste projeto com características inovadoras.
Distingue-se pela forma como congrega a prática musical das suas orquestras, as quais protagonizam anualmente centenas de concertos nos mais diversos formatos e locais, e o ensino vocacional da música, desde os níveis pré-escolares de iniciação até aos mestrados. Com 25 anos de atividade, a AMEC | Metropolitana é hoje uma instituição consolidada, referência incontornável nos panoramas da cultura e do ensino artístico nacional. Já formou diretores de orquestra e muitos músicos instrumentistas que exercem hoje a sua atividade nas mais importantes instituições portuguesas. Realizou milhares de concertos por todo o país, sempre acompanhada das marcas de qualidade, inovação e juventude. Tem sede no antigo edifício da Standard Eléctrica, junto ao rio Tejo.
O quotidiano da AMEC | Metropolitana caracteriza–se pela estreita convivência entre várias gerações, com uma forma de estar plena de dinamismo, muita criatividade e toda a energia inerente à intensa partilha musical entre cerca de 650 alunos, 80 professores, 40 administrativos, 40 músicos profissionais, o público que assiste aos concertos e os encarregados de educação que, tão de perto, acompanham a sua atividade.
A AMEC | Metropolitana é um projeto único e inovador no contexto nacional e internacional, que assenta o seu valor numa atuação ampla e transversal nos domínios do ensino da música e da promoção da cultura musical.
Com recurso ao entusiasmo, aos valores e ao trabalho da sua equipa, a AMEC | Metropolitana pretende chegar junto de todos aqueles que gostam verdadeiramente de Música e contribuir para a descoberta deste inesgotável universo cultural.

## A Orquestra Metropolitana de Lisboa
A Orquestra Metropolitana de Lisboa mantém uma programação regular desde 1992, pelo que comemorou, em 2017, 25 anos de vida. Os seus músicos asseguram uma intensa atividade na qual a qualidade e a versatilidade têm presença constante, permitindo abordar géneros diversos, proporcionando a criação de novos públicos e a afirmação do caráter inovador do projeto AMEC | Metropolitana, de que esta orquestra é a face mais visível.
Nos programas sinfónicos, jovens intérpretes da Academia Nacional Superior de Orquestra juntam-se à Metropolitana, cuja constituição regular integra já músicos formados nesta escola, sinal da vitalidade da ponte única que aqui se faz entre a prática e o ensino da música. Este desígnio, que distingue a identidade da Metropolitana, por ser exemplo singular no panorama musical internacional, complementa-se com a participação cívica, que se traduz na apresentação frequente em eventos públicos relevantes, como o festival Dias da Música, que se realiza anualmente no Centro Cultural de Belém, e do qual a OML participa regularmente. Cabe-lhe, ainda, a responsabilidade de assegurar uma programação regular junto de várias autarquias da região centro e sul, para além de promover iniciativas de descentralização cultural por todo o país.

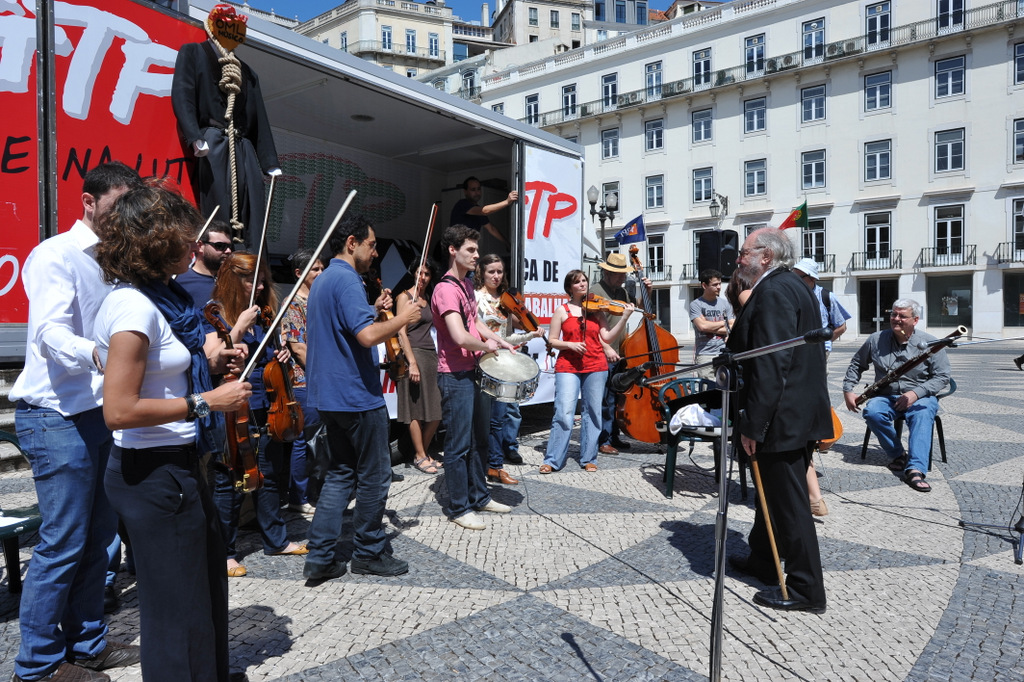
Músicos da Orquestra Metropolitana de Lisboa com a presença do maestro António Victorino de Almeida em evento cívico (2012) na Praça do Município, em Lisboa

Desde o seu início, a Metropolitana é referência incontornável do panorama orquestral nacional. Apesar de sedeada em Lisboa, onde apresenta uma temporada de cerca de três dezenas de concertos com orquestra e dezenas de programas de música de câmara, a OML estende atualmente a sua área de influência a 12 dos 18 concelhos da Área Metropolitana de Lisboa e às cidades do Porto, Coimbra, Setúbal e Leiria.
Tem gravados mais de um dezena de CD – um dos quais disco de platina –para diferentes editoras, incluindo a EMI Classics, a Naxos e a RCA Classics.
Ao longo destas duas décadas, colaborou com inúmeros maestros e solistas de grande reputação no plano nacional e internacional, de que são exemplos os maestros Pablo Heras-Casado, Christopher Hogwood, Theodor Guschlbauer, Michael Zilm, Emilio Pomàrico, Nicholas Kraemer, Leonardo García Alarcón, Hans-Christoph Rademann, Victor Yampolsky, Joana Carneiro e Pedro Neves ou os solistas Monserrat Caballé, Kiri Te Kanawa, José Cura, José Carreras, Felicity Lott, Elisabete Matos, Leon Fleisher, Maria João Pires, Artur Pizarro, Sequeira Costa, António Rosado, Jorge Moyano, Natalia Gutman, Gerardo Ribeiro, Anabela Chaves, António Menezes, Sol Gabetta, Michel Portal, Marlis Petersen, Dietrich Henschel e Mark Padmore, entre outros.
A Direção Artística da Orquestra Metropolitana de Lisboa é, desde julho de 2013, assegurada pelo maestro e compositor Pedro Amaral.

## Academia Nacional Superior de Orquestra (ANSO)
A Academia Nacional Superior de Orquestra (doravante ANSO) abriu em Outubro de 1992 e foi oficialmente reconhecida pelo Ministério da Educação em 15 de Novembro de 1993 (Portaria n.º 1202/93). Esta instituição de ensino superior politécnico, particular e cooperativo, constitui uma das vertentes do projeto da AMEC / Metropolitana, que integra o ensino artístico especializado da música, o fomento do conhecimento musicológico, o desenvolvimento da cultura e difusão musical, mormente erudita, e a ligação da música às outras artes e à ciência, para isso contando com as atividades previstas anualmente na Temporada da sua orquestra, a Orquestra Metropolitana de Lisboa, constituída por cerca de 40 músicos residentes. As outras instituições do projeto, de nível não superior, do projeto incluem o Conservatório de Música da Metropolitana e a Escola Profissional Metropolitana. É, portanto, a AMEC/ Metropolitana – associação cultural sem fins lucrativos e declarada de utilidade pública – quem assegura a gestão da ANSO.
No ano letivo de 2007/2008 tiveram início as novas licenciaturas da ANSO, para os cursos de Direção de Orquestra, Instrumentista de Orquestra e Piano para Música de Câmara e Acompanhamento, adaptadas de acordo com a declaração e processo de Bolonha, devidamente registadas junto do ministério da tutela, e com a duração de seis semestres.
Os alunos do Curso de Instrumentista de Orquestra da Academia Nacional Superior de Orquestra constituem a Orquestra Académica Metropolitana, atualmente com cerca de 80 elementos, que é o eixo central da formação ministrada neste estabelecimento de ensino, apresentando uma média de 20 concertos anuais. Esta orquestra é dirigida pelo Maestro titular Jean-Marc Burfin, que é também o seu Diretor Artístico, e pelos alunos do Curso de Direção de Orquestra, servindo assim de instrumento prático para a sua formação avançada.
Com os seus 29 grupos de música de câmara, a Academia Nacional Superior de Orquestra proporciona aos alunos uma prática fundamental para a sua formação profissional, aproveitando todas as sinergias desta instituição. Valoriza desta forma o desenvolvimento pedagógico individual e a capacidade de trabalho em grupo, bem como a criação e continuidade de novos grupos de música de câmara, fazendo aumentar muito significativamente o número de recitais e projetos culturais junto da comunidade, quer na área metropolitana, quer noutras regiões do país.
No ano letivo de 2011-2012, foi acreditado, com parecer positivo do (então) Ministério da Educação, o novo Mestrado em Ensino da Música, que juntou na sua organização pedagógica a Academia Nacional Superior de Orquestra e a Universidade Lusíada, segundo o Decreto Lei 220/2009 e Portaria nº 1189/2010, que aprova o regime jurídico da habilitação profissional para a docência no ensino básico e secundário nas áreas artísticas especializadas e vocacionais/profissionais. Este curso almejou, assim, especializar profissionalmente os formandos para a atividade docente dentro do ensino artístico especializado, e teve como característica específica e distintiva a possibilidade que deu aos seus alunos de fazerem formação individual na área de instrumento escolhido, com professores muito reputados pela qualidade superlativa do seu percurso profissional, quer como performers, quer como docentes. Os elevados custos inerentes à formação, promovida por ambas as instituições, agudizados pelo contexto de crise social, económica e financeira que assolou o nosso país entre 2011 e 2015, obrigou, porém, a AMEC | Metropolitana a suspender o citado mestrado até ao presente ano letivo. Atualmente, atendendo ao esforço de consolidação da qualificação académica do seu corpo docente de exceção, e à crescente procura desta formação inicial de professores de ensino artístico especializado da música, de 2º ciclo (mestrado), a ANSO iniciou todo um conjunto de ações de modo a apresentar, junto da A3ES uma candidatura autónoma para acreditação de um novo mestrado em ensino da música, de modo a que este, mediante aprovação, possa ter início no ano letivo de 2018/19.
Por último, em função dos recursos financeiros disponíveis, a Associação Música, Educação e Cultura - o Sentido dos Sons concede Bolsas de Estudo, ou Redução de Propinas, a alunos de licenciatura da Academia Nacional Superior de Orquestra, após análise das respetivas situações económicas, familiares e de aproveitamento escolar, para que assim possam prosseguir os seus estudos musicais a nível superior, mediante contrapartidas de interesse pedagógico que estão consignadas no respetivo regulamento.
Vários professores leccionam nesta faculdade no departamento de cordas: Ana Pereira, José Pereira, Paul Wakabayashi, Paulo Gaio Lima, Marco Pereira e Tiago Pinto-Ribeiro.
No departamento de sopros e percussão, Sally Dean, Nelson Alves, Nuno Silva, Vera Dias, Roberto Erculiani, Nuno Inácio, Janete Santos, Sérgio Charrinho, Adélio Carneiro, Nuno Vaz, Reinaldo Guerreiro, Pedro Silva, Richard Buckley, e Fernando Llopis.
A classe de piano é assegurada pelo professor Paulo Oliveira.

## Escola Profissional Metropolitana
Trata-se de Ensino Integrado se Música apoiado pelo Ministério da Educação. Criada no ano letivo 2008-2009, a Escola Profissional Metropolitana veio ultrapassar uma necessidade há muito sentida na formação musical. O sucesso da EPM está bem patente através da qualidade dos estudantes e da formação que recebem; são significativos os resultados obtidos em concursos nacionais e internacionais, assim como em festivais e audições públicas.
Beneficiando de uma envolvência musical inédita no plano nacional, os alunos da EPM têm a vantagem de fazer a formação em contexto de trabalho, de nível profissional, com as orquestras da AMEC / Metropolitana. 
A EPM tem a oferta educativa dos seguintes cursos:
- Instrumentista de cordas e teclas (Nível IV – equivalente ao 12.º ano de escolaridade)
- Instrumentista de sopros e percussão (Nível IV – equivalente ao 12.º ano de escolaridade)

Os concertos públicos regulares com formações compostas por alunos da EPM, ou integradas em outros agrupamentos da Metropolitana, têm sido o principal veículo para a divulgação do trabalho desenvolvido. São um recurso pedagógico essencial à aquisição de competências por parte dos alunos. 
Neste momento, os alunos da EPM desenvolvem na sua formação semanal um trabalho intenso em orquestra e música de câmara, sendo possível formar diversos agrupamentos que se destacam pela sua qualidade: Orquestra Clássica Metropolitana, Orquestra de Sopros Metropolitana, Percussões Metropolitana, Ensemble de Saxofones Metropolitana, Ensemble de Clarinetes, Ensemble de Guitarras, e Ensemble de Violinos.

## Conservatório de Música da Metropolitana
O ensino altamente especializado do Conservatório de Música da Metropolitana é reconhecido pela excelência dos alunos, tanto no trabalho individual como nas orquestras de jovens que são uma marca única desta escola. O programa curricular dá respostas aos desafios que se colocam atualmente no ensino artístico, com planos de estudo próprios, adaptados aos diferentes grupos etários: crianças (a partir dos 3 anos), jovens e adultos.
O ensino é eminentemente prático e realizado ao abrigo da modalidade extra-escolar. Para além das aulas individuais, os alunos têm, desde o início dos diversos cursos, práticas de conjunto e de orquestra. Segundo as faixas etárias e nível dos intérpretes, surgem assim a Piccola Orquestra e a Orquestra Juvenil, entre outros agrupamentos. Ao longo da formação, beneficiam também da proximidade natural com as outras escolas do projeto AMEC / Metropolitana, a Escola Profissional e a Academia Nacional Superior de Orquestra, bem como com a própria Orquestra Metropolitana de Lisboa.

### Destinatários
O Conservatório de Música da Metropolitana destina-se às crianças a partir dos 3 anos de idade e jovens que demonstrem aptidão e vontade para uma formação musical especializada. Os cursos livres de instrumento ou orquestra podem ser também frequentados por adultos que procurem formação musical.

### Tipo de Ensino
Ensino especializado, eminentemente prático realizado ao abrigo da modalidade extraescolar .
- Orquestras e Práticas de conjunto

Orquestra Juvenil Metropolitana
Piccola Orquestra Metropolitana
Piccolos da Metropolitana
Mini-Percussões da Metropolitana
Ensemble de Guitarras da Metropolitana
Música de Câmara
Pianista da Metropolitana
- Instrumentos ministrados

Violino | Viola | Violoncelo | Contrabaixo
Flauta | Oboé | Clarinete | Fagote
Trompa | Trompete | Trombone
Tuba | Saxofone | Percussão
Piano | Guitarra | Cravo
- Cursos lecionados

- Curso Pré-Escolar (a partir dos 3 anos)
- Curso de Iniciação Instrumental (a partir dos 6 anos)
- Curso de Instrumento até ao 8º grau (a partir dos 10 anos)
- Curso Preparatório de Instrumentista de Orquestra
- Curso Livre (aberto a alunos de todas as idades)
- Prazos para Matrículas

- Renovações de Matrículas de 1 de junho a 14 de julho
- Novas Matrículas 1 de junho a 28 de julho

## Standard Eléctrica (Edifício)
A sede da Metropolitana foi classificado como Imóvel de interesse público em 1996. O edifício foi construído em 1945, a partir de um projecto de Cottinelli Telmo.